# 瞳ちゃんは人見知り
『瞳ちゃんは人見知り』（ひとみちゃんはひとみしり）は、夏海ちょりすけによる日本の漫画。『マンガクロス』（秋田書店）にて、2018年9月20日から2024年4月18日まで連載された後、2024年4月に『マンガクロス』のリニューアルに伴い『チャンピオンクロス』に移行し、2024年5月2日から2025年5月1日まで連載。

## ストーリー
高校2年生の宇佐美優は、電車内で背の高い高校1年生の鷹野瞳と出会う。宇佐美は迫力があるが心優しい瞳のことが段々と気になっていくのだった。

## 登場人物
鷹野 瞳（たかの ひとみ）
高校1年生の女子。三白眼で目つきが悪く、背や胸も大きい。笑顔が苦手なこともあって、初対面の人などには怖がられてしまうこともある。動物には嫌われてしまう。
大食いであり、よく食べる。腹筋も鍛えられており、カオルからは「理想の腹筋」と言われている。ホラーなど怖いのは苦手。
宇佐美 優（うさみ ゆう）
高校2年生の男子。電車で偶然居合わせたことをきっかけに瞳と知り合う。以来、瞳のことが気になっている。
宇佐美 カオル（うさみ カオル）
優の妹。瞳とはクラスメイトであり、出会って早々に友達になる。
瞳の腹筋がお気に入りであり、写真もよく撮っている。
まーくん / リョウくん
公園で遊んでいる男子二人組。当初は瞳のことを怖がっていたが、瞳に抱きしめられておっぱいのふかふかを味わうなどして仲良くなる。
小林（こばやし）
数学教師。当初は瞳のことを怖がっていたが、瞳が数学の質問をしにきたことをきっかけにすぐにいい子と思うようになる。
涼子（りょうこ）
瞳やカオルのクラスの女子。
根須（ねず）
優の友人でクラスメイトの男子。瞳と一緒にいる優をすごいと誤解している。
瞳の兄
瞳と同じく長身で三白眼。
ヒマリ
瞳のことを気になっている女子高生。
アイ
瞳の親戚の女の子。瞳と同じく三白眼で、大食い。
立花
演劇部顧問の女性教師。体育祭で瞳を見てから衣装を作りたいと思っており、文化祭で瞳のクラスの衣装を作っている。
烏丸アンジェリカ（からすま アンジェリカ）
第48話より登場。アメリカから引っ越してきて転校してきた。宇佐美の隣の席になる。
瞳に負けず劣らずの身長の高さの女子であり、瞳を良きライバルと認定する。
有栖川（ありすがわ）
瞳のクラスメイトの女子。新学期になってから隣の瞳と話せていないことを気にしていたが、ふとしたことで仲良くなる。

## 書誌情報
- 夏海ちょりすけ『瞳ちゃんは人見知り』秋田書店〈チャンピオンREDコミックス〉、全12巻
  1. 2019年6月1日初版発行（2019年5月20日発売[4][5]）、ISBN 978-4-253-23951-6
  2. 2019年12月1日初版発行（2019年11月20日発売[6]）、ISBN 978-4-253-23952-3
  3. 2020年6月1日初版発行（2020年5月20日発売[7]）、ISBN 978-4-253-23953-0
  4. 2021年2月1日初版発行（2021年1月20日発売[1][8]）、ISBN 978-4-253-23954-7
  5. 2021年8月25日初版発行（2021年8月19日発売[9]）、ISBN 978-4-253-23955-4
  6. 2022年2月25日初版発行（2022年2月18日発売[10]）、ISBN 978-4-253-23967-7
  7. 2022年8月25日初版発行（2022年8月19日発売[11]）、ISBN 978-4-253-32101-3
  8. 2023年2月20日発売[12]、ISBN 978-4-253-32102-0
  9. 2023年9月20日発売[13]、ISBN 978-4-253-32103-7
  10. 2024年5月20日発売[14]、ISBN 978-4-253-32104-4
  11. 2024年12月19日発売[15]、ISBN 978-4-253-32105-1
  12. 2025年7月18日発売[16]、ISBN 978-4-253-32106-8